# Bitwa pod Custozą (1848)
Bitwa pod Custozą – bitwa w dniach 25-27 lipca 1848 r. w trakcie wojny austriacko-piemonckiej (1848–1849), zakończone decydującą porażką wojsk włoskich.
Karol Albert Sabaudzki, chcąc rozstrzygnąć na swoją korzyść konflikt w północnych Włoszech, zdecydował 13 lipca oblec Mantuę. Feldmarszałek austriacki Joseph Radetzky, który miał 20 tys. ludzi w Mantui, 50 tys. pod swoją bezpośrednią komendą w Weronie, i mógł liczyć na kolejny 20 tys. korpus maszerujący z Adygi, wyruszył przeciwko Piemontczykom. Siły piemonckie (ok. 60 tys. żołnierzy) były rozciągnięte od Sommacampagni (gen. Sonnaz, 10 tys. ludzi), przez Peschierę i Goito (10 tys. ludzi), do rzeki Mincio i Roverbelli, gdzie prawe skrzydło (gen. Bava), blokowało podejścia do Mantui. 
Radetzky postanowił wciąć się w centrum sił włoskich, izolując ich lewe skrzydło (Sonnaza) i następnie zepchnąć siły gen. Bavy w kierunku Mantui. Sonnez, zaatakowany 22 lipca, bronił się przez dzień w Rivoli, ale wobec przewagi wroga wycofał się w nocy ku Sommacampagni. Król Karol chciał skupić siły koło Villafranca, ale robił to zbyt opieszale. Radetzky przekroczył Mincio 24 lipca, i choć Sonnaz obronił początkowo Sommacampagnię, musiał wycofać się ku Volcie. 
25 lipca nastąpiło główne zderzenie armii pod Custozą. Oddziały włoskie zaatakowały z opóźnieniem i zbyt słabymi siłami dobrze przygotowanego nieprzyjaciela i poniosły poważne straty. Ich ratunkiem mogły być oddziały Sonnaza, ale te nie były w stanie dotrzeć na pole bitwy przed wieczorem. Piemontczycy, głodni i zmęczeni, ulegli dwukrotnej przewadze nieprzyjaciela i wycofali się w porządku ku Villafranca. Sonnaz, który nie zdołał zająć Volty, podjął próbę jej zdobycia w nocy 26/27 lipca, ale został odparty a jego siły uległy rozprzężeniu. Król, chcąc utrzymać porządek w zdemoralizowanej i głodnej armii, poprosił Radetzky'ego o zawieszenie broni. Ten zgodził się pod warunkiem, że Włosi wycofają się za Addę, zwolnią jeńców i rozpoczną rokowania pokojowe. Karol, uznawszy warunki za nazbyt upokarzające, usiłował wycofać swoje oddziały, ale jego armia, dotąd walcząca bardzo dzielnie, poszła w niemal całkowitą rozsypkę.
Efektem bitwy był odwrót sił królewskich, kapitulacja Mediolanu 6 sierpnia i podpisanie zawieszenia broni 9 sierpnia 1848